# Hydrovolzia mitchelli
Hydrovolzia mitchelli är en kvalsterart som beskrevs av Herbert Habeeb 1955. Hydrovolzia mitchelli ingår i släktet Hydrovolzia och familjen Hydrovolziidae. Inga underarter finns listade i Catalogue of Life.